# داوینیا وانمچلن
داوینیا وانمچلن (انگلیسی: Davinia Vanmechelen؛ زادهٔ ۳۰ اوت ۱۹۹۹) بازیکن فوتبال اهل بلژیک است.
از باشگاه‌هایی که در آن بازی کرده‌است می‌توان به باشگاه فوتبال استاندارد لیژ اشاره کرد.
وی همچنین در تیم ملی فوتبال زنان بلژیک بازی کرده‌است.